# Maria Luisa Spaziani
Maria Luisa Spaziani (Torí, 7 de desembre de 1922 – Roma, 30 de juny de 2014) fou una poeta, traductora i aforista italiana, especialista en literatura francesa i una de les figures més importants de la literatura italiana del segle xx.

## Biografia
Maria Luisa Spaziani va néixer en una família burgesa de Torí, filla d'Ubaldo i Adalgisa Spaziani; el seu pare era propietari d'una empresa productora de maquinària per a la indústria química i la pastisseria.
Encara estudiant, amb només dinou anys, va contribuir a crear, i després dirigir, una petita revista, Quaderni del girasole, que després esdevingué, en homenatge a Mallarmé, Il dado, Quaderni di poesia letteratura filosofia, en els quals col·laboraven intel·lectuals nacionals com Mario Luzi, Umberto Saba, Sandro Penna, Leonardo Sinisgalli, Vasco Pratolini i internacionals, com Virginia Woolf, que va enviar a la revista un capítol de la seva última novel·la, Les onades, dedicant-la a Spaziani amb la llegenda «per a la petita escriptora».
També conegué en aquests anys Leonardo Sinisgalli, que fou important en la seva formació, i el poeta Ezra Pound. Mentre s'introduïa en els cercles literaris, assistia a la Facultat de Llengües de la Universitat de Torí, on es va graduar amb una tesi sobre Marcel Proust, dirigida pel científic francès Ferdinando Neri. França i la cultura francesa, amb els seus autors, esdevindrien més tard una mena d'estrella polar en el seu imaginari i en la seva vida, gràcies també a una sèrie d'estades a París a partir de l'any 1953.
El gener del 1949 va conèixer Eugenio Montale durant una conferència del poeta al teatre Carignano de Torí, i entre tots dos va començar, després d'un període de tracte assidu a Milà, una relació intel·lectual caracteritzada també per una afectuosa amistat.
En aquesta època va començar a col·laborar amb articles periodístics amb diversos diaris i revistesː Milano Sera, Il Tempo, La Stampa, Corriere della sera, Epoca, Tempo Illustrazione, L'Illustrazione italiana... I també va començar la primera temporada poètica de Maria Luisa Spaziani, que va aplegar unes quantes peces líriques i les va enviar a Mondadori. El 1953 va guanyar una beca a la Sorbona i durant la seva estada a París va escriure nous textos, que es van afegir a la col·lecció. L'editorial Mondadori va respondre favorablement i va publicar Le acque del Sabato l'any 1954, a la prestigiosa col·lecció Lo Specchio.
El 1956 la fàbrica del pare va patir un daltabaix econòmic, i la jove –que tornava d'un viatge als Estats Units promogut per Henry Kissinger com a premi per a joves de talent– es va obligar a buscar una ocupació estable, com a ensenyant de francès en un col·legi de Torí. El contacte amb estudiants adolescents li va fer viure una temporada de lluminosa felicitat que traspua en les poesies més originals de la seva primera producció poètica, Luna lombarda (1959), després aplegades en el volum Utilità della memoria (1966).
En els anys 1955 i 1957 Maria Luisa Spaziani va ensenyar llengua i literatura francesa a l'institut científic del col·legi Facchetti de Treviglio. A aquesta època i a aquests llocs dedicà el poema Suite per A. amb el qual l'any 1958 guanyà el Premi Lerici.
El 1958, després de deu anys de relació, es va casar amb Elémire Zolla, estudiós de la tradició mística i esotèrica. Sense els impulsos amorosos que havien caracteritzat els primers anys, el llarg vincle amb Zolla es va trencar gairebé immediatament i va acabar l'any 1960, en què es va dissoldre el matrimoni.
Spaziani va ser aleshores reclamada per a ensenyar a la Universitat de Messina llengua i literatura alemanyes fins que quedés vacant la plaça de llengua i literatura franceses a la mateixa universitat. Precisament en aquells anys, en l'àmbit acadèmic, va editar volums com Pierre de Ronsard fra gli astri della Pléiade (1972) i II teatro francese del Settecento (1974). La seva feina com a traductora de l'anglès, l'alemany i el francès va ser intensa i fructífera: Pierre de Ronsard, Jean Racine, Gustave Flaubert, P. J. Toulet, André Gide, Marguerite Yourcenar, Marceline Desbordes-Valmore, Francis Jammes... L'alçària intel·lectual de Maria Luisa Spaziani va anar més enllà de les fronteres nacionals: en els seus viatges a França i als Estats Units, la poetessa va tenir tabé oportunitat de conèixer Thomas Stearns Eliot o Jean-Paul Sartre.
Bona part del llibre de poesies L'occhio del ciclone (1970) va ser inspirat per l'experiència viscuda a Sicília, amb els seus paisatges i el seu mar, a la qual segueixen col·leccions cada cop més "diarístiques" i "impures", com Transito con catene (1977) i Geometria del disordine (1981), que va guanyar el Premi Viareggio de poesia.
El 1979 es va publicar a Mondadori una antologia de l'obra poètica de Maria Luisa Spaziani, avui autora consolidada, amb una introducció de Luigi Baldacci (una segona, ampliada més tard, sortiria l'any 2000, i una tercera el 2011). Finalment, l'any 1982, va ocupar la presidència del Centre Internacional Eugenio Montale, avui Universitas Montaliana, i del Premi Montale, després d'haver-ne estat la fundadora l'any 1978, per honorar la memòria del poeta.
En els anys 80 va ser autora i/o conductora d'alguns programes per a la Ràdio RAI.
Darrers anys
Coronament de la història i del recorregut poètic de l'autora és Giovanna d'Arco (1990), poema en octaves d'hendecasíl·labs sense rima que testifica un perllongat interès de l'autora per aquest personatge. En aquesta obra Maria Luisa Spaziani es proposava de reinventar en una narració popular i fabulosa en vers, a través del personatge de Joana d'Arc, els seus més de cinquanta anys d'ininterrompuda i constant activitat literària, periodística i de recerca. El poema, en una adaptació per fragments, ha trobat una transposició teatral poètica i visionària en la direcció de Fabrizio Crisafulliː Jeannette (2002).
Maria Luisa Spaziani ha escrit un gran nombre d'articles, apareguts en revistes i diaris, assajos crítics i un recull de contes, La freccia (2000). Ha estat nominada tres vegades al Premi Nobel de Literatura, els anys 1990, 1992 i 1997. Va ser presidenta d'honor del Concurs L'anima del bosco, nascut l'any 2006 i promogut per Magema Edizioni, i presidenta d'honor del Premi Internacional de Torí En Síntesi sobre el gènere aforístic.
El 2012 la seva carrera va ser honrada amb la publicació del Meridiano Mondadori dedicat a la seva obra poètica. En diverses convocatòries formà part del jurat del Premi literari internacional Giuseppe Tomasi de Lampedusa i del Premi Internacional Mario Luzi.
Va morir de sobte en la seva habitació a Roma el 30 de juny de 2014, a l'edat de 91 anys; els funerals van ser celebrats el 2 de juliol a la Basílica de Santa Maria in Montesanto, coneguda com l'Església dels Artistes a la Piazza del Popolo. Després fou inhumada en el Fossar Monumentale del Verano.
El seu arxiu es conserva al Centre d'Estudis sobre la Tradició Manuscrita d'Autors Moderns i Contemporanis de la Universitat de Pavia.

## Obres principals

### Poesia
- Primavera a Parigi, Milà, All'insegna del pesce d'oro, 1954
- Le acque del sabato, Milà, Arnoldo Mondadori Editore, 1954
- Luna lombarda, Venècia, N. Pozza, 1959
- Il gong, Milà, Arnoldo Mondadori Editore, 1962
- Utilità della memoria, Milà, Arnoldo Mondadori Editore, 1966
- L'occhio del ciclone, Milà, Arnoldo Mondadori Editore, 1970
- Ultrasuoni, Samedan, Munt press, 1976
- Transito con catene, Milà, Arnoldo Mondadori Editore, 1977
- Poesie, Milà, Arnoldo Mondadori Editore, 1979 - introducció de Luigi Baldacci
- Geometria del disordine, Milà, Arnoldo Mondadori Editore, 1981 - Premi Viareggio[8]
- La stella del libero arbitrio, Milà, Arnoldo Mondadori Editore, 1986
- Giovanna D'Arco, romanzo popolare in sei canti in ottave e un epilogo, Milà, Arnoldo Mondadori Editore, 1990
- Torri di vedetta, Milà, Crocetti, 1992
- I fasti dell'ortica, Milà, Arnoldo Mondadori Editore, 1996 Premi Dessì de poesia[9] Premi Brancati,[10]
- La radice del mare, Nàpols, Tullio Pironti editore, 1999, Premi Nacional Rhegium Julii 2010[11]
- La traversata dell'oasi, poesie d'amore 1998-2001, Milà, Arnoldo Mondadori Editore, 2002
- La luna è già alta, Milà, Arnoldo Mondadori Editore, 2006
- L'incrocio delle mediane, Gènova, San Marco dei Giustiniani, 2008
- Tutte le poesie, a cura de Paolo Lagazzi i Giancarlo Pontiggia, Milà, Mondadori, 2012
- Pallottoliere celeste, Milà, Arnoldo Mondadori Editore, 2019 [recull de poesia pòstuma]

### Narrativa
- Done in poesia, entrevistes imaginàries a cèlebres poetes del segle xix i del segle xx, Venècia, Marsilio, 1992
- La freccia, recull de contes, Venècia, Marsilio, 2000
- Montale e la Volpe, escrits autobiogràfics, Milà, Arnoldo Mondadori Editore, 2011
- La passione poetica. Un'autobiografia (a cura de Riccardo Bertolotti), La vita felice, Milà 2021 [pòstum]

### Assaig
- Il teatro francese del Seicento, 1960
- Ronsard fra gli astri della Pleiade, Torí, Eri, 1972
- Racine e il "Bajazet", Roma, Lo faro, 1973
- Il teatro francese del Settecento, Roma, Lo faro, 1974
- Il teatro francese dell'Ottocento, Roma, Lo faro, 1975
- Il teatro francese del Novecento, Messina, EDAS, 1976

### Teatre
- Teatro comico e no, Roma, Bulzoni, 1992
- La vedova Goldoni, 2000
- La ninfa e il suo re

## Obra traduïda al català
Es pot trobar en català una obra seva a la col·lecció de poesia Razef Plaquetes, d'Edicions 96ː Viatge, en traducció de Josep Lluís Roig. I també alguns poemes esparsos en antologies de poesia italiana fetes per Maria Àngels Anglada, Narcís Comadira o Miquel Desclot.

## Honors i reconeixements
Fou condecorada amb l'Orde de les Palmes acadèmiques, un guardó de la República Francesa creat per Napoleó per a honorar els membres eminents del sistema educatiu públic.